# 約翰·哈德利
約翰·哈德利（John Hadley，1682年4月16日—1744年2月14日））是一位英國數學家，聲稱自己發明了八分儀，比湯馬斯·戈弗雷（Thomas Godfrey）晚了兩年。

## 生平
約翰·哈德利出生於倫敦布魯姆斯伯里，是赫特福德郡東巴尼特奧西奇的喬治·哈德利和妻子凱瑟琳·菲茨詹姆斯的長子。他的弟弟喬治·哈德利後來成為著名的氣象學家。
1717年，約翰·哈德利成為倫敦皇家學會會員（後來成為副會長）。1729年，他繼承了父親在東巴尼特的遺產。
他於1744年在東巴尼特（East Barnet）去世，與其他家人葬於當地教堂墓地。他與前巴貝多總檢察長托馬斯·霍奇斯（FRS）的女兒伊麗莎白結婚，育有一子（即繼承人約翰，生於1738年）。